# 백귀란

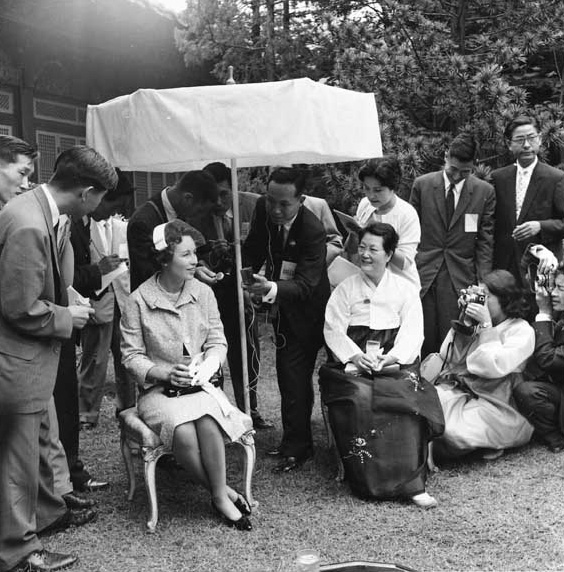
아이젠하워를 수행한 그의 며느리와 면담중인 부인 백귀란 여사

백귀란(1905년 ~ 1983년 2월 23일)은 대한제국에서 대한민국까지의 사람으로, 대한민국의 독립운동가 겸 정치인 허정의 부인이다. 남편 허정이 내각수반과 국무총리로 대통령 권한대행을 하자, 대통령 권한대행 배우자로서 퍼스트 레이디 역할을 수행한 바 있다.
대한민국 최초의 대통령권한대행의 배우자였다. 그러나 대한민국의 대통령 권한대행에게는 무궁화대훈장이 수여되지 않으므로 그에게도 무궁화대훈장이 수여되지 않았다.

## 백귀란을 모델로 한 작품
- 제1공화국 (드라마)의 등장 인물
- 삼김시대 (드라마)의 등장 인물
- 제3공화국 (드라마)의 등장 인물